# Arbelus intimatus
Arbelus intimatus là một loài tò vò trong họ Ichneumonidae.